# Suchárová (Malá Fatra)
Suchárová (963 m n. m.) je částečně zalesněný vrch v pohoří Lúčanská Malá Fatra, nad obcí Višňové.
Jde o jeden z nejméně známých vrchů, oddělující Višňovskú dolinu od Stráňavské doliny. Samotný vrch je výrazně ovlivněn těžbou dřeva. Leží pod masívem Úplazu  a Minčolu, jihovýchodně od vrchu Hoblík na jihu Višňovské doliny.
Nejlehčí přístup na vrchol je z obce Višňové lesem. Doba výstupu je cca 1 hodinu.